# Everard van Weede van Dijkveld (1626-1702)
Everard van Weede van Dijkveld (Utrecht, 1626 - Londen, 6 juni 1702) was een Utrechts politicus en diplomaat. Zijn politieke en diplomatieke loopbaan beslaat meer dan een halve eeuw. In de periode 1674-1702 was hij een van de belangrijkste politieke en diplomatieke adviseurs van koning-stadhouder Willem III van Oranje.
Hij was een zoon van Johan van Weede en Catharina de Cupere. Zijn vader was een van de burgemeesters van Utrecht. 
In 1648 assisteerde hij Godard van Reede en lid van de Utrechtse delegatie bij de onderhandelingen over het verdrag van Munster, een goede leerschool voor zijn latere carrière. 
Door het fortuin en de goede contacten van zijn vader wist hij in 1653 de ambachtsheerlijkheid Dijkveld te verkrijgen.  Later werd hij ook eigenaar van Ratiles in het Land van Montfoort. 
In de jaren zestig van de 17e eeuw was hij samen met Nicolaas Hamel een van de leiders van de stedelijke factie in de Utrechtse provinciale politiek.
In 1672, het rampjaar, werd hij als ambassadeur van de Republiek der Zeven Verenigde Nederlanden naar het hof van Karel II van Engeland naar Londen gestuurd om te proberen de Engelsen ervan af te laten zien de Fransen verder te steunen. Zijn inspanningen hiertoe waren echter niet succesvol.
Weer terug in Utrecht probeerde hij de schade tijdens de Franse bezetting van Utrecht zoveel mogelijk te beperken. In 1674 werd hij uit al zijn ambten ontslagen. Kort daarna herstelde Willem III hem echter weer in zijn ambten.  
In 1678 ging hij naar Brussel om daar over het vredesverdrag te onderhandelen dat bekend zou worden als de Vrede van Nijmegen. Hij speelde samen met Jacob Boreel een leidende rol bij het sluiten van een verdrag met Frankrijk in 1684. 
Door zijn connecties met belangrijke Amsterdamse regenten werd hij een van de verbindende factoren tussen de regering van Willem III en de Amsterdamse regering. 
In de periode voorafgaande aan de invasie van Engeland (Glorious Revolution) was hij een van de agenten van Willem III in Engeland. Hij legde daar contact met potentiële Engelse bondgenoten van Willem III. Nadat Willem III daar de overwinning had behaald, speelde hij een belangrijke rol in de onderhandelingen achter de schermen over de voorwaarden waaronder Willem III de Engelse kroon wou aanvaarden.  
In 1697 was hij van de ondertekenaars van de Vrede van Rijswijk.
In 1699 was hij een van degenen die Franse machinaties met betrekking tot de Spaanse erfopvolging blootlegden. 
De kinderen, uit zijn huwelijk met Johanna de la Chambre gesproten, stierven allen vroeg.
Hij overleed op 6 juni 1702 in Londen. Een kleine twee maanden later werd hij op 2 augustus 1702 in Utrecht begraven.

## Voetnoten
1. 1 2 3  Biografische gegevens bij het Biografisch Portaal